# Dorfeuille (Schauspieler)
Pierre Poupart Gobet, bekannt unter dem Namen Dorfeuille (* gegen 1745; † gegen 1806) war ein französischer Schauspieler, Theaterdirektor und Autor von Lustspielen.

## Leben
Dorfeuille bereiste zuerst die Provinz, wo er sich als Schauspieler und Stückeschreiber einen Namen erarbeitete. Er gründete bereits zu dieser Zeit eine Schauspieltruppe, in der er die Funktionen des Stückeschreibers, des Direktors und nicht zuletzt die eines Schauspielers hatte. Von 1775 bis 1776 spielte er in Brüssel. Die nächsten Stationen waren Gent (1777), Nancy (1778) und Maastricht (1779). Dorfeuille wandte sich dann Bordeaux zu, wo er von 1780 bis 1783 zusammen mit dem Schauspieler und Theaterdirektor Gailard aus Lyon ein Theater für 600.000 Livre mietete, dessen Leitung er übernahm.
1783 trennte sich Dorfeuille von seinem Partner, um in Paris in der Comédie-Française sein Debüt zu geben. Doch das Engagement lief bereits im darauffolgenden Jahr, ohne Verlängerung, aus. 1784 ging er erneut eine Partnerschaft mit Gailard ein und sie übernahmen das Théâtre de l’Ambigu-Comique. Dorfeuilles Stücke waren ein großer Erfolg und er schaffte es sogar, seine Stücke am Théâtre du Palais-Royal und am Théâtre-Italien unterzubringen.
Dorfeuille gelang es, die Sympathie und das Vertrauen des duc d’Orléans zu erringen, auf dessen Betreiben Dorfeuille und Gailard 1785 die Lizenz für das Théâtre des Variétés-Amusantes erhielten. 1790 konnten sie das Theater, in dem sich heute die Comédie-Française befindet, für 24.000 Livre mieten, mit einer Option auf 30 Jahre.
1792, mitten in der französischen Revolution, kehrte Dorfeuille mit seiner Truppe kurz nach Bordeaux zurück, um da das Grand Théâtre de Bordeaux zu bespielen. Doch der dort noch herrschenden Aristokratie war er, aus Paris kommend, verdächtig und er wurde mitsamt seiner Truppe in Haft genommen. Da sich die Haft immer länger hinzog, gingen ihm die Mittel aus und er ging bankrott.
Also verdingte sich Dorfeuille, aus der Haft entlassen und nach Paris zurückgekehrt, wieder als Schauspiellehrer und schrieb dabei sein Lehrbuch Les Éléments de l’Art du Comédien, das allerdings erst 1801 erscheinen sollte. 1795 bot sich ihm die Gelegenheit, das Odéon zu übernehmen. Dazu brauchte er jedoch Geldgeber, mit denen er eine Theatergesellschaft gründete, die das Odéon dann 1796 eröffnete. Doch auch das währte nicht lange und er wandte sich einem neuen Projekt zu: 1799 übernahm er die dramaturgische Leitung des Théâtre des jeunes Éleves, eines Kindertheaters. Das führte er bis 1804 fort und gab dann wieder Schauspielunterricht.

## Werke (Auszug)

### Komödien
- Protecteur ridicule, Maastricht, 1779
- L’Illustre Voyager, ou le retour du compte de Falkenstein das ses États, Komödie in zwei Akten, aufgeführt in Gent und Paris, 1778
- Henri d’Albret, ou le Roi de Navarre, Komödie in einem Akt, Paris, Théâtre-Italien, 1783
- Le Soldat laboureur, nicht aufgeführte Komödie, 1783

### Literarische Veröffentlichungen und Lehrbücher
- L’Esprit des Almanachs, ou analyse critique et curieuse de tous les almanachs, tant anciens que modernes, Paris, 1783
- Ariste, ou les Écueils de l’éducation, comédie en cinq actes, Paris, 1784
- Les Éléments de l’Art du Comédien, ou l’Art de la représentation théâtrale considéré dans chacune des parties qui le composent, Paris, 1801